# Phaner parienti
Phaner parienti é uma espécie de lêmure pertencente à família Cheirogaleidae endêmico de Madagascar de hábitos onívoros.